# 哈里·S·杜鲁门总统图书馆暨博物馆
哈里·S·杜鲁门总统图书馆暨博物馆（Harry S. Truman Presidential Library and Museum）是第33任美国总统（1945年至1953年）哈里·S·杜鲁门的总统图书馆和总统一家的安葬地，位于密苏里州独立城24号美国国道。
这是第一个根据1955年总统图书馆法的规定设立的总统图书馆，亦是由国家档案和记录管理局管理的总统图书馆之一。

## 历史
杜鲁门图书馆位于俯瞰堪萨斯城天际线的小山上，在独立城捐赠的土地上，于1957年7月6日举行共济会奉献仪式，前总统赫伯特·胡佛和前第一夫人埃莉诺·罗斯福出席了仪式。
杜鲁门退休后，在此设立办公室。他的访客包括现任总统艾森豪威尔、肯尼迪、林登·约翰逊和尼克松。
林登·约翰逊总统于1965年7月30日在这里签署了医疗保险法。
2006年12月11日，科菲·安南作为联合国秘书长在图书馆作最后发言，他鼓励美国重返杜鲁门的多边主义政策。

### 设计
该项目的首席建筑师是路易斯安那州的爱德华·尼尔德。

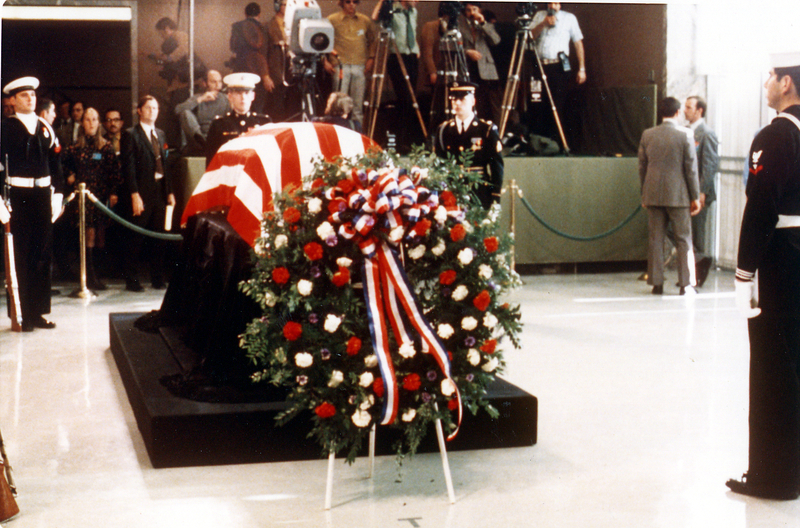
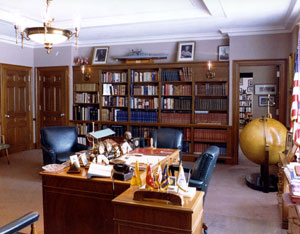
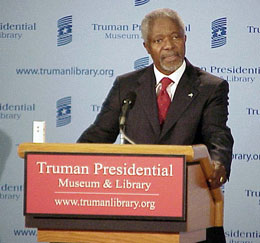